# لوران ژالابر
لوران ژالابر (زادهٔ ۳۰ نوامبر ۱۹۶۸) رکابزن حرفه‌ای سابق اهل فرانسه است که از سال ۱۹۸۹ تا ۲۰۰۲ در رشتهٔ دوچرخه‌سواری جاده فعالیت می‌کرد. او توانست در مسابقات یک‌روزه و مرحله‌ای بسیاری برنده شود و در سال‌های ۱۹۹۵، ۱۹۹۶، ۱۹۹۷ و ۱۹۹۹ در صدر رده‌بندی جهانی قرارگرفت.
ژالابر هرگز نتوانست برندهٔ تور دو فرانس شود، ولی دو بار برندهٔ رده‌بندی امتیازی (۱۹۹۲ و ۱۹۹۵) و دو بار برندهٔ رده‌بندی کوهستان (۲۰۰۱ و ۲۰۰۲) شد. در سال ۱۹۹۵ برندهٔ ووئلتا اسپانیا شد و در همان مسابقه توانست پیراهن امتیازی و پیراهن کوهستان را نیز به دست آورد. با به دست آوردن پیراهن امتیازی جیرو دیتالیا در سال ۱۹۹۹ یکی از پنج رکابزنی شد که توانسته‌اند برندهٔ پیراهن امتیازی هر سه گرند تور شوند.

## زندگی‌نامه
ژالابر در مازامه زاده شد. در سال ۱۹۸۹ حرفه‌ای شد و به تیم توشیبا پیوست. او به سرعت خود را به عنوان آخرخط‌رو تثبیت کرد. سپس در سال ۱۹۹۲ به تیم اونسه رفت و تبدیل به رکابزنی همه‌فن‌حریف شد که توانایی پیروزی در مسابقات یک‌روزه و تورها را دارد.
یکی از عوامل تغییر روش ژالابر، تصادف در پایان مرحله‌ای از تور دو فرانس ۱۹۹۴ بود که به ارمانتیر ختم می‌شد. یکی از نیروهای پلیس خم شد و تعدادی از رکابزنان از جمله ژالابر به او برخورد کردند. ژالابر به هوا پرت شد و دوچرخه‌اش نابود شد. صورتش زخمی شد و به همسرش قول داد سبک رکاب زدن خود را تغییر دهد. او توانست در مدت کوتاهی تغییرات را اعمال‌کند.
ژالابر فاتح ووئلتا اسپانیای ۱۹۹۵ شد و توانست برندهٔ رده‌بندی امتیازی و رده‌بندی کوهستان آن مسابقه نیز شود. در سال ۱۹۹۷ قهرمان تایم تریل جهان و در سال ۱۹۹۸ قهرمان مسابقهٔ جادهٔ فرانسه شد. در همان سال، آغاز کنندهٔ بیرون کشیدن تیم‌های اسپانیایی از تور دو فرانس ۱۹۹۸ در اعتراض به نحوهٔ رفتار با رکابزنان در تحقیقات پلیس در زمینهٔ داروهای نیروزا بود. این حرکت او موجب ناخشنودی هواداران فرانسوی شد و چند سال طول کشید تا رابطه‌اش با آنان گرم شود. در سال ۲۰۰۱ به تیم سی‌اس‌سی-تیسکالی رفت و برندهٔ مرحله‌ای از تور دو فرانس ۲۰۰۱ در روز ملی فرانسه شد. در سال ۲۰۰۲ پس از به دست آوردن پیراهن کوهستان تور دو فرانس و پیروزی در پیرنه پس از فرار تک‌نفره، از دوچرخه‌سواری خداحافظی کرد.

## گرند تورها
ژالابر برندهٔ چند مرحله در تور دو فرانس شد. به عنوان رکابزن آخرخط‌رو دو بار پیراهن امتیازی را کسب کرد و به عنوان رکابزن سربالایی‌رو دو بار پیراهن کوهستان را به دست آورد. دو پیروزی او در تور در روز ملی فرانسه در سال‌های ۱۹۹۵ و ۲۰۰۱ جای او را در دل‌های هواداران فرانسوی تضمین‌کرد.
ژالابر در دههٔ ۱۹۹۰ حاکم مسابقات مرحله‌ای اسپانیا بود. ژالابر و الکس زوله تهدید دائمی برای تیم‌های دیگر در ووئلتا اسپانیا بودند؛ به گونه‌ای که بارها برندهٔ مراحل شدند، قهرمان رده‌بندی اصلی شدند و پیراهن امتیازی را به دست آوردند. قدرت تیم اونسه با خادمانی مانند یوهان بروینیل و نیل استفنز، این اجازه را به تیم می‌داد که برتری را از ابتدا تا انتهای مسابقه حفظ کند.
ژالابر در کنار ادی مرکس و تونی رومینگر یکی از سه رکابزنی است که توانسته‌است سه‌گانه را در یک گرند تور کسب کند. او در ووئلتای ۱۹۹۵ این موفقیت را ثبت کرد.
ژالابر به سخاوت در ورزش مشهور است. در ووئلتای ۱۹۹۵ او در حالی به برت دیتز اجازه داد برندهٔ مرحله‌ای با پایان سربالایی شود که در کیلومترهای پایانی او را پشت سر گذاشته‌بود.
هنگامی که ووئلتا به سپتامبر منتقل شد، ژالابر توانست در کلاسیک‌ها و مسابقات مرحله‌ای بهاره از جمله پاریس–نیسشرکت کند و چند پیروزی به دست آورد.

## مسابقات یک‌روزه
ژالابر در سه یادبود از پنج یادبود کلاسیک قهرمان شد. افتخارات او شامل میلان–سانرمو در سال ۱۹۹۵، تور لمباردی در سال ۱۹۹۷ و لافلش والونی در سال‌های ۱۹۹۵ و ۱۹۹۷ بود. افزون بر این دو بار برندهٔ کلاسیک سن سباستین شد. در مسابقات قهرمانی جادهٔ جهان نیز به قهرمانی نزدیک بود؛ ولی در سال ۱۹۹۲ مغلوب جانی بونو شد.

## بازنشستگی

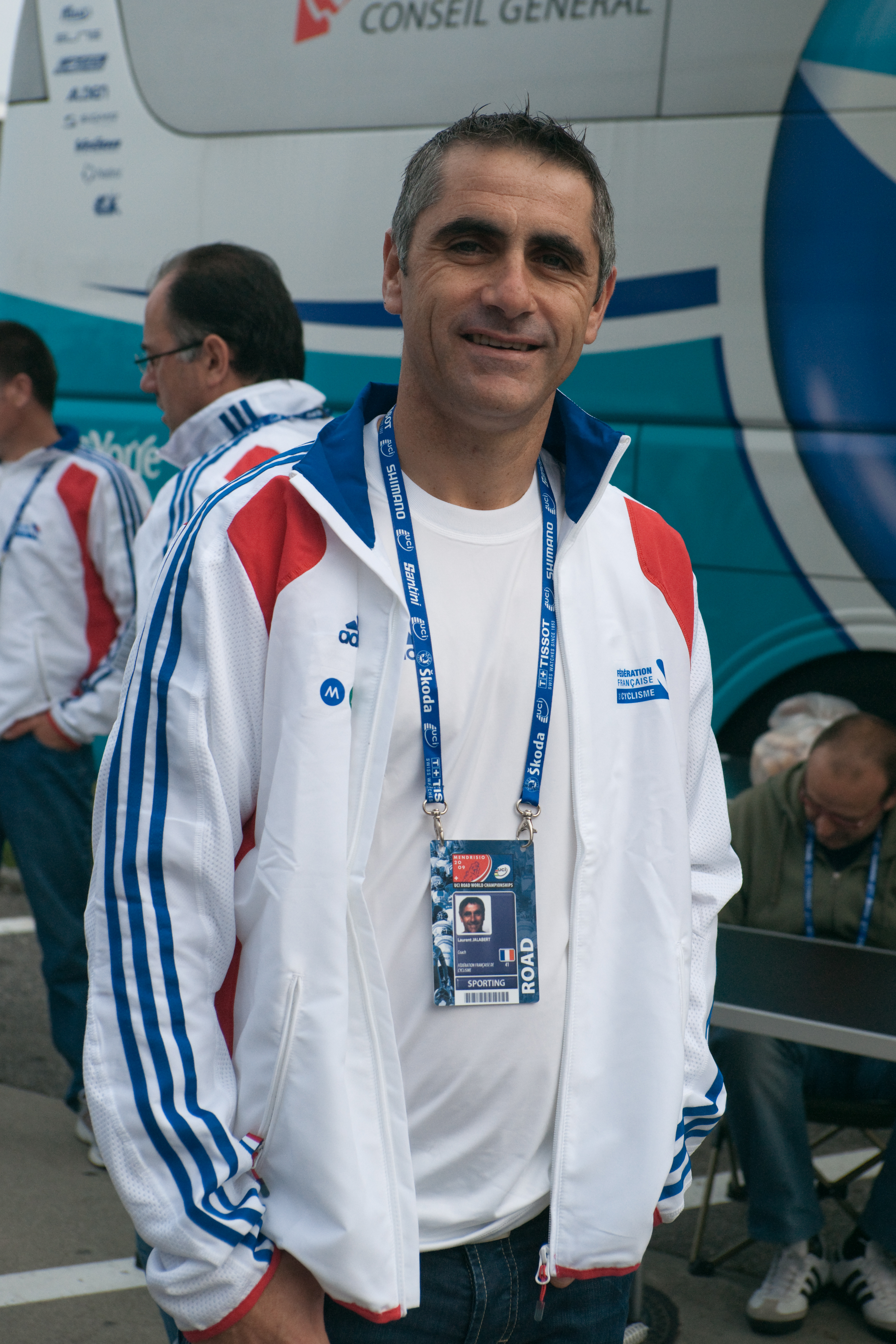
ژالابر در مسابقات قهرمانی دوچرخه‌سواری جاده جهان ۲۰۰۹

پس از بازنشستگی، ژالابر مشاور دوچرخه‌سازی لوک شد و در راه‌اندازی خط تولید تازه‌ای برای قاب دوچرخه شرکت داشت. اکنون گزارشگر تلویزیون ملی فرانسه ۲ و ۳ است. در سال ۱۹۹۵ در ماراتن نیویورک شرکت کرد و در میان حدود ۳۷ هزار رقیب، در رتبهٔ ۳۹۱ قرار گرفت. او با همسرش سیلوی و فرزندانش در لافرانسز در نزدیکی مونتوبان در جنوب غربی فرانسه زندگی می‌کند.
ژالابر در مسابقات سه‌گانه نیز شرکت کرده‌است. در ژانویهٔ ۲۰۰۷ در مسابقهٔ مرد آهنی سوئیس شرکت کرد و پس از کسب نتیجهٔ ضعیف در بخش شنا و ایستادن در رتبهٔ ۹۶۶، در دوچرخه‌سواری و دو، خود را بالا کشید و در رتبهٔ ۲۲ قرار گرفت. سپس به مسابقات جهانی مرد آهنی راه یافت و در هاوایی در رتبهٔ ۷۶ ایستاد. در ژوئن ۲۰۰۸ نیز در مسابقهٔ مرد آهنی فرانسه دوازدهم شد. او توانست عملکرد خود در بخش شنا را بهبود بخشد و در بخش دوچرخه‌سواری دوم شد.
در ۱۱ مارس ۲۰۱۳ ژالابر هنگام دوچرخه‌سواری در نزدیکی مونتوبان با یک خودرو تصادف کرد. هنگامی که آمبولانس رسید، بیهوش بود و دچار چند شکستگی در بازو و ران چپ شده‌بود. در همان سال برای شهادت دربارهٔ دوپینگ توسط سنای فرانسه احضار شد. ژالابر هیچ‌گاه انجام دوپینگ را تأیید یا تکذیب نکرد. همچنین بیان کرد پس از قضیه فستینا تلاش کرد فعالیت خود را به مسیری تازه و پاک‌تر هدایت‌کند.

## نتایج در گرند تورها
| گرند تور       | ۱۹۹۰ | ۱۹۹۱ | ۱۹۹۲   | ۱۹۹۳   | ۱۹۹۴   | ۱۹۹۵ | ۱۹۹۶   | ۱۹۹۷ | ۱۹۹۸   | ۱۹۹۹   | ۲۰۰۰ | ۲۰۰۱ | ۲۰۰۲ |
| -------------- | ---- | ---- | ------ | ------ | ------ | ---- | ------ | ---- | ------ | ------ | ---- | ---- | ---- |
| جیرو دیتالیا   | —    | —    | ناتمام | —      | —      | —    | —      | —    | —      | ۴      | —    | —    | —    |
| تور دو فرانس   | —    | ۷۱   | ۳۴     | ناتمام | ناتمام | ۴    | ناتمام | ۴۳   | ناتمام | —      | ۵۴   | ۱۹   | ۴۲   |
| ووئلتا اسپانیا | ۷۰   | —    | —      | ۳۵     | ۷۵     | ۱    | ۱۹     | ۷    | ۵      | ناتمام | —    | —    | —    |

## دوپینگ
نام ژالابر در فهرست نمونه‌های دوپینگی بود که در ۲۴ ژوئن ۲۰۱۳ توسط سنای فرانسه منتشر شد. این نمونه‌ها در تور دو فرانس ۱۹۹۸ گرفته شد و پس از آزمایش دوباره در سال ۲۰۰۴ به دلیل وجود اریتروپوئیتین مثبت اعلام شد.